# Kategoria Superiore (2024/2025)
Kategoria Superiore 2024/2025 (znana jako Abissnet Superiore ze względów sponsorskich) był 86. edycją rozgrywek ligowych najwyższego poziomu piłki nożnej mężczyzn w Albanii.
Tytuł mistrzowski obroniła drużyna Egnatia zdobywając drugi tytuł z rzędu i drugi w swojej historii.

## Format rozgrywek
W rozgrywkach bierze udział 10 drużyn, które zagrają w zmienionej formule ligi w porównaniu z zeszłym sezonem. Po rozegraniu 36 kolejek meczów cztery najlepsze drużyny zagrają między sobą play-offy „Finał 4”.
Zwycięzca zostanie ogłoszony mistrzem „Abyssnet Superiore” i weźmie udział w pierwszej rundzie kwalifikacyjnej Ligi Mistrzów UEFA, natomiast pozostałe dwie najwyżej sklasyfikowane drużyny wezmą udział w Lidze Konferencji UEFA.
W przypadku, gdy zwycięska drużyna Pucharu Albanii zajmie miejsce w pierwszej trójce w fazie „Final 4”, prawo do udziału w Lidze Konferencyjnej UEFA będzie mieć ostatni w fazie play-off.
Kluby, które zajmą ostatnie dwa miejsca na koniec sezonu, spadają z ligi, natomiast drużyna z miejsca ósmego zagra w finale ze zwycięzcą barażu Kategoria e Parë.

## Uczestnicy
| Uczestnicy poprzedniej edycji                                                                                 | Uczestnicy poprzedniej edycji | Uczestnicy poprzedniej edycji | Uczestnicy poprzedniej edycji |
| --- | ----------------------------- | ----------------------------- | ----------------------------- |
| EGN | Egnatia Rrogozhinë            | 1                             |                               |
| PAR | Partizani Tirana              | 2                             |                               |
| SKË | Skënderbeu Korcza             | 3                             |                               |
| VLS | KF Vllaznia                   | 4                             |                               |
| TIR | KF Tirana                     | 5                             |                               |
| TEU | Teuta Durrës                  | 6                             |                               |
| DIN | Dinamo Tirana                 | 7                             |                               |
| po barażach                                                                                                   |                               |                               |                               |
| LAÇ | KF Laçi                       | 5                             |                               |
| Awans z Kategoria e Parë                                                                                      |                               |                               |                               |
| ELB | AF Elbasani                   | 1                             |                               |
| BYL | Bylis Ballsh                  | 2                             |                               |
| Oznaczenia: - kolumna pierwsza – skróty nazw drużyn, - kolumna trzecia – miejsce zajęte w poprzednim sezonie. |                               |                               |                               |

## Tabela
| Lp. | Drużyna              | M  | Z  | R  | P  | B+ | B– | +/– | Pkt | Kwalifikacja lub spadek                        |
| --- | -------------------- | -- | -- | -- | -- | -- | -- | --- | --- | ---------------------------------------------- |
| 1   | Egnatia (F, M)       | 36 | 16 | 11 | 9  | 47 | 30 | +17 | 59  | Liga Mistrzów UEFA • I runda kwalifikacyjna    |
| 2   | Vllaznia (F)         | 36 | 15 | 12 | 9  | 54 | 39 | +15 | 57  | Liga Konferencji UEFA • I runda kwalifikacyjna |
| 3   | Dinamo Tirana (F, P) | 36 | 14 | 13 | 9  | 49 | 41 | +8  | 55  | Liga Konferencji UEFA • I runda kwalifikacyjna |
| 4   | Partizani (F)        | 36 | 13 | 14 | 9  | 38 | 33 | +5  | 53  | Liga Konferencji UEFA • I runda kwalifikacyjna |
| 5   | AF Elbasani          | 36 | 11 | 17 | 8  | 40 | 38 | +2  | 50  |                                                |
| 6   | Teuta                | 36 | 10 | 14 | 12 | 29 | 42 | −13 | 44  |                                                |
| 7   | Bylis Ballsh         | 36 | 11 | 9  | 16 | 33 | 50 | −17 | 42  |                                                |
| 8   | Tirana (B, O)        | 36 | 7  | 18 | 11 | 43 | 44 | −1  | 39  | baraż o utrzymanie                             |
| 9   | Skënderbeu (S)       | 36 | 9  | 11 | 16 | 35 | 45 | −10 | 38  | spadek do Kategoria e Parë                     |
| 10  | Laçi (S)             | 36 | 8  | 13 | 15 | 31 | 37 | −6  | 37  | spadek do Kategoria e Parë                     |

## Wyniki
| Gospodarz \ Gość | BYL | DIN | EGN | ELB | LAÇ | PAR | SKË | TEU | TIR | VLL | BYL | DIN | EGN | ELB | LAÇ | PAR | SKË | TEU | TIR | VLL |
| ---------------- | --- | --- | --- | --- | --- | --- | --- | --- | --- | --- | --- | --- | --- | --- | --- | --- | --- | --- | --- | --- |
| Bylis Ballsh     |     | 1–0 | 0–2 | 0–1 | 0–0 | 2–1 | 0–1 | 4–0 | 2–2 | 1–0 |     | 2–1 | 0–2 | 1–1 | 0–0 | 1–0 | 0–3 | 1–0 | 0–3 | 1–0 |
| Dinamo Tirana    | 1–1 |     | 0–2 | 2–1 | 2–1 | 1–2 | 2–1 | 2–0 | 2–1 | 2–1 | 3–1 |     | 2–1 | 3–1 | 2–0 | 1–0 | 1–1 | 1–1 | 0–2 | 0–0 |
| Egnatia          | 4–0 | 1–1 |     | 3–1 | 2–1 | 0–2 | 1–0 | 0–0 | 1–0 | 1–1 | 2–1 | 2–0 |     | 1–2 | 1–0 | 2–0 | 0–0 | 1–1 | 1–1 | 2–2 |
| AF Elbasani      | 3–1 | 0–5 | 0–0 |     | 1–0 | 1–1 | 1–1 | 3–0 | 1–1 | 1–2 | 1–0 | 1–1 | 1–2 |     | 1–2 | 2–0 | 0–0 | 3–1 | 2–1 | 1–1 |
| Laçi             | 0–0 | 0–0 | 2–0 | 1–1 |     | 1–1 | 1–0 | 0–1 | 0–0 | 3–1 | 0–3 | 1–0 | 1–1 | 0–1 |     | 0–0 | 1–2 | 3–0 | 3–1 | 2–2 |
| Partizani        | 1–0 | 2–2 | 1–1 | 2–2 | 1–0 |     | 2–1 | 1–1 | 0–0 | 0–1 | 2–3 | 1–1 | 1–0 | 2–0 | 1–0 |     | 1–1 | 0–0 | 1–1 | 2–0 |
| Skënderbeu       | 2–2 | 2–2 | 0–1 | 1–1 | 2–1 | 0–2 |     | 2–3 | 0–0 | 1–0 | 1–2 | 4–1 | 1–0 | 0–2 | 0–2 | 1–2 |     | 2–1 | 1–1 | 0–4 |
| Teuta            | 2–1 | 1–1 | 2–1 | 0–0 | 1–1 | 0–2 | 1–1 |     | 3–1 | 1–2 | 0–0 | 0–0 | 2–1 | 0–0 | 1–0 | 0–2 | 1–0 |     | 2–1 | 1–3 |
| Tirana           | 4–0 | 0–0 | 1–1 | 1–1 | 1–1 | 0–0 | 2–1 | 0–0 |     | 3–4 | 2–2 | 1–4 | 0–4 | 1–1 | 4–1 | 3–0 | 1–0 | 0–1 |     | 0–0 |
| Vllaznia         | 2–0 | 2–3 | 3–1 | 0–0 | 2–1 | 2–2 | 2–0 | 2–1 | 2–2 |     | 3–0 | 3–0 | 0–2 | 1–1 | 1–1 | 2–0 | 1–2 | 0–0 | 2–1 |     |

## Final 4
Egnatia wygrała 4-0 z Vllaznia baraż o mistrzostwo w Kategoria Superiore na sezon 2024/2025. Trzecie miejsce wywalczyła Partizani pokonując 2-1 Dinamo City.
|  |             |             |          |             |   |          |          |       |
|  | Półfinał    | Półfinał    | Półfinał |             |   | Finał    | Finał    | Finał |
|  | Półfinał    | Półfinał    | Półfinał |             |   | Finał    | Finał    | Finał |
|  |             |             |          |             |   |          |          |       |
|  |             |             |          |             |   |          |          |       |
|  | 2           | Vllaznia    | 2        |             |   |          |          |       |
|  | 2           | Vllaznia    | 2        |             |   |          |          |       |
|  | 3           | Dinamo City | 1        |             |   |          |          |       |
|  | 3           | Dinamo City | 1        |             |   | Vllaznia | Vllaznia | 0     |
|  |             |             |          |             |   | Vllaznia | Vllaznia | 0     |
|  |             |             | Egnatia  | Egnatia     | 4 |          |          |       |
|  | 1           | Egnatia     | Egnatia  | Egnatia     | 4 | 0        |          |       |
|  | 1           | Egnatia     |          |             |   |          |          |       |
|  | 4           | Partizani   | 0        |             |   |          |          |       |
|  | 4           | Partizani   | 0        | o miejsce 3 |   |          |          |       |
|  |             |             |          |             |   |          |          |       |
|  |             |             |          |             |   |          |          |       |
|  |             |             |          |             |   |          |          |       |
|  | Dinamo City | Dinamo City | 1        |             |   |          |          |       |
|  | Dinamo City | Dinamo City | 1        |             |   |          |          |       |
|  | Partizani   | Partizani   | 2        |             |   |          |          |       |
|  | Partizani   | Partizani   | 2        |             |   |          |          |       |

| 4 maja 2025 | Vllaznia                     | 2:1   | Dinamo City     |                                                 |
| 20:00 CEST  | Bekim Balaj 29' (k), 36' (k) | (2:0) | 51' Peter Itodo | Arena Kombëtare, Tirana Sędzia: Eldorjan Hamiti |

| 5 maja 2025 | Egnatia | 0:0   | Partizani |                                              |
| 20:00 CEST  |         | (0:0) |           | Arena Kombëtare, Tirana Sędzia: Juxhin Xhaja |

- Egnatia zakwalifikował się do finału jako drużyna z wyższym rankingiem.

| 10 maja 2025 | Dinamo City     | 1:2   | Partizani                          |                                                       |
| 19:00 CEST   | Dejvi Bregu 16' | (1:1) | 37' Tedi Malaj · 46' Besar Gudjufi | Stadiumi Ruzhdi Bizhuta, Elbasan Sędzia: Florian Lata |

| 12 maja 2025 | Vllaznia | 0:4   | Egnatia                                                 |                                                  |
| 20:00 CEST   |          | (0:1) | 6', 49' Regi Lushkja · 82' Léo Melo · 90+4' Serxho Ujka | Arena Kombëtare, Tirana Sędzia: Szymon Marciniak |

## Baraż o Kategoria Superiore
Tirana wygrała 1-0 z Pogradeci finał barażu o miejsce w Kategoria Superiore 
na sezon 2025/2026, rozegrany między czterama drużynami Kategoria e Parë i jedną z Kategoria Superiore
.
|  |                         |                         |                         |           |        |                      |                      |                      |           |   |              |              |              |
|  | First Division półfinał | First Division półfinał | First Division półfinał |           |        | First Division finał | First Division finał | First Division finał |           |   | Finał baraży | Finał baraży | Finał baraży |
|  | First Division półfinał | First Division półfinał | First Division półfinał |           |        | First Division finał | First Division finał | First Division finał |           |   | Finał baraży | Finał baraży | Finał baraży |
|  |                         |                         |                         |           |        |                      |                      |                      |           |   |              |              |              |
|  |                         |                         |                         |           |        |                      |                      |                      |           |   |              |              |              |
|  | 3                       | Besa                    | 1                       | 8         | Tirana | 1                    |                      |                      |           |   |              |              |              |
|  | 3                       | Besa                    | 1                       | 8         | Tirana | 1                    |                      |                      |           |   |              |              |              |
|  | 6                       | Apolonia Fier           | 1                       |           |        |                      |                      | 5                    | Pogradeci | 0 |              |              |              |
|  | 6                       | Apolonia Fier           | 1                       |           |        | 3                    | Besa                 | 5                    | Pogradeci | 0 | 0            |              |              |
|  |                         |                         |                         |           |        | 3                    | Besa                 |                      |           |   |              |              |              |
|  |                         |                         | 5                       | Pogradeci | 1      |                      |                      |                      |           |   |              |              |              |
|  | 4                       | Burreli                 | 5                       | Pogradeci | 1      | 0                    |                      |                      |           |   |              |              |              |
|  | 4                       | Burreli                 |                         |           |        |                      |                      |                      |           |   |              |              |              |
|  | 5                       | Pogradeci               | 1                       |           |        |                      |                      |                      |           |   |              |              |              |
|  | 5                       | Pogradeci               | 1                       |           |        |                      |                      |                      |           |   |              |              |              |

| 24 kwietnia 2025 | Besa                 | 1:1   | Apolonia Fier     |                                                    |
| 15:00 CEST       | Nurudeen Abdulai 86' | (0:0) | 75' Erald Maksuti | Stadiumi Niko Dovana, Durrës Sędzia: Ditmir Grimci |

- Besa zakwalifikował się do dalszych gier jako drużyna z wyższym rankingiem.

| 24 kwietnia 2025 | Burreli | 0:1   | Pogradeci          |                                                       |
| 15:00 CEST       |         | (0:1) | 21' Jeton Krasniqi | Stadiumi Liri Ballabani, Burrel Sędzia: Erjon Bastari |

| 28 kwietnia 2025 | Besa | 0:1   | Pogradeci          |                                                                       |
| 17:00 CEST       |      | (0:1) | 14' Festim Alidema | Stadiumi Ruzhdi Bizhuta, Elbasan Widzów: 1200 Sędzia: Eldorjan Hamiti |

| 4 maja 2025 | Tirana                       | 1:0   | Pogradeci |                                                    |
| 18:00 CEST  | Astrit Hysenllari 45' (sam.) | (0:0) |           | Stadiumi Ruzhdi Bizhuta, Elbasan Sędzia: Andi Koçi |

## Najlepsi strzelcy
| Bramki | Strzelcy         | Drużyna       |
| ------ | ---------------- | ------------- |
| 17     | Bekim Balaj      | Vllaznia      |
| 14     | Regi Lushkja     | Egnatia       |
| 13     | Walid Jarmouni   | Tirana        |
| 12     | Peter Itodo      | Dinamo Tirana |
| 12     | Baton Zabërgja   | Dinamo Tirana |
| 11     | Saleh Nasr       | Skënderbeu    |
| 10     | Dejvi Bregu      | Dinamo Tirana |
| 9      | William Cordeiro | Laçi          |
| 9      | Ermir Rashica    | Skënderbeu    |
| 8      | Akileu Ndreca    | Tirana        |
| 8      | Bismark Charles  | Skënderbeu    |

Źródło: .

## Stadiony
| Bylis               |
| ------------------- |
| Stadiumi Adush Muça |
| 5 200               |
|                     |

| Dinamo Tirana  |
| -------------- |
| Stadiumi Kamza |
| 5 200          |
|                |

| Egnatia       |
| ------------- |
| Arena Egnatia |
| 4 000         |
|               |

| AF Elbasani   |
| ------------- |
| Elbasan Arena |
| 12 800        |
|               |

| Laçi          |
| ------------- |
| Stadiumi Laçi |
| 8 000         |
|               |

| Partizani      |
| -------------- |
| Arena e Demave |
| 4 500          |
|                |

| Skënderbeu          |
| ------------------- |
| Stadiumi Skënderbeu |
| 12 343              |
|                     |

| Teuta                |
| -------------------- |
| Stadiumi Niko Dovana |
| 12 040               |
|                      |

| Tirana                   |
| ------------------------ |
| Stadiumi Selman Stërmasi |
| 9 500                    |
|                          |

| Vllaznia            |
| ------------------- |
| Stadion Loro-Boriçi |
| 16 000              |
|                     |

Źródło:.